# 香海名山牌樓

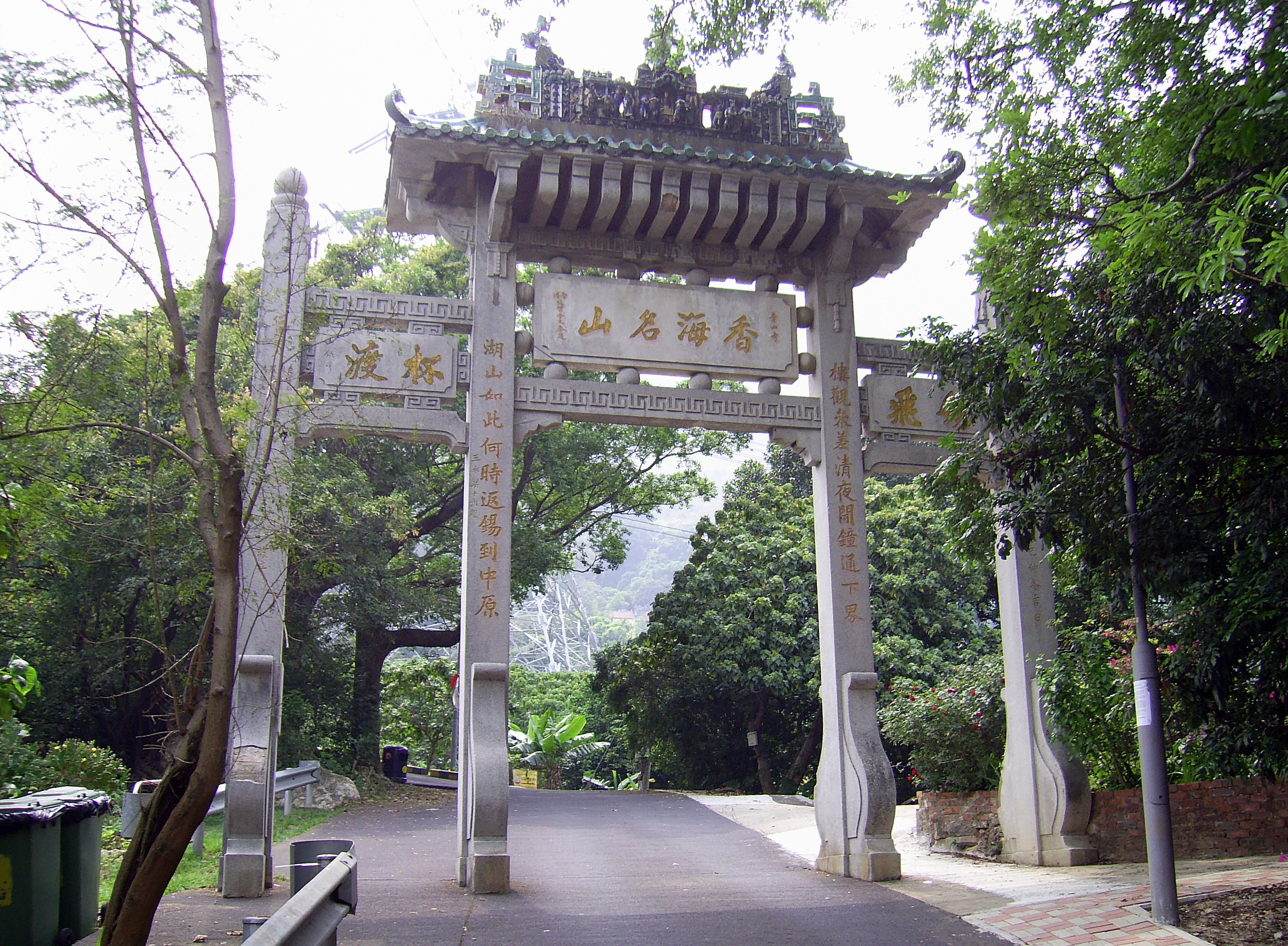
香海名山牌樓正面

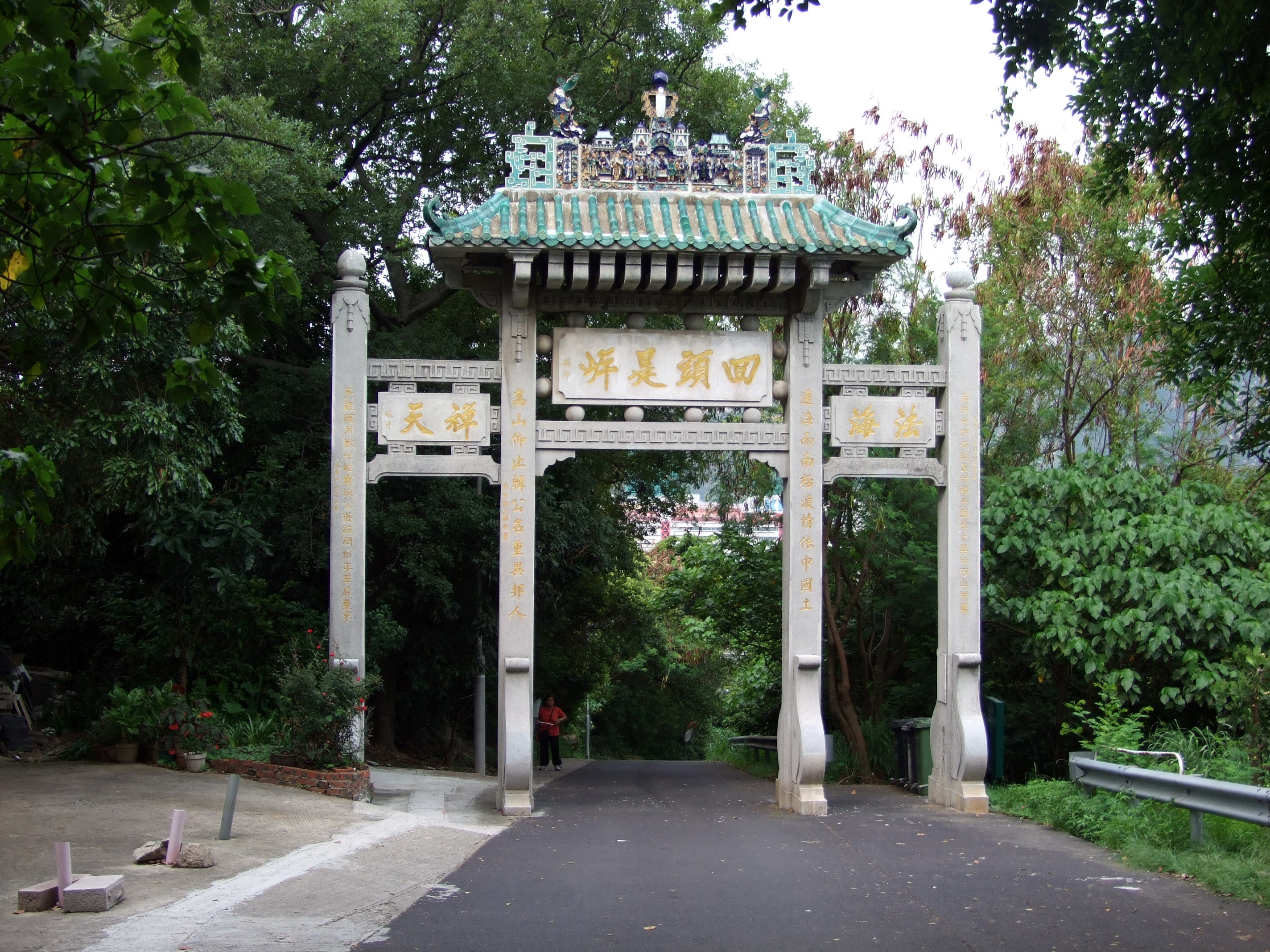
香海名山牌樓背面

香海名山牌樓（英語：Heung Hoi Ming Shan Memorial Archway）位於香港新界屯門區青山禪院山門前，建於1929年，是為紀念港督金文泰於1927年6月和1928年3月兩度登臨青山而立。牌樓於1985年聯同青山禪院獲評定為一級歷史建築，並於2010年8月31日以獨立項目獲確認一級歷史建築。

## 源起
金文泰是香港第十七任港督，於1899年自牛津大學畢業後即由英國殖民地部派遣以官學生身份到香港服務，旋即保送到廣州學習粵語和書法，學成後返港到新界工作，直到1913年才被調離港分別前赴英屬圭亞那和錫蘭出任輔政司。他於1925年11月1日抵港履新，接替司徒拔擔任港督，首要任務負責修補中、港兩地自省港大罷工後的緊張關係。
作為一名中國通，金文泰以懷柔手段通過香港的華人領袖與國民政府溝通，經過周壽臣、羅旭龢、李右泉等人聯同東華醫院理事多方奔走下，大罷工於1926年10月才正式劃上句號。自此金文泰深明治港須要獲得華人領袖的擁護，加上他在新界的工作經驗，更著力與當地居民建立良好的關係。因此他日後兩度遊歷青山，除滿足個人的登山雅興外，亦凸顯他對新界的重視。
金文泰於登臨青山山峰覽勝，讚譽為「香海名山」。而當時結伴登山的，除少數的外籍高官外，全為金文泰看重的華人縉紳，視金督兩登青山為難得盛事，因而倡議樹立牌樓以誌其事，正面橫匾「香海名山」四字為金文泰所題，但不肯定是否由他親筆書寫。

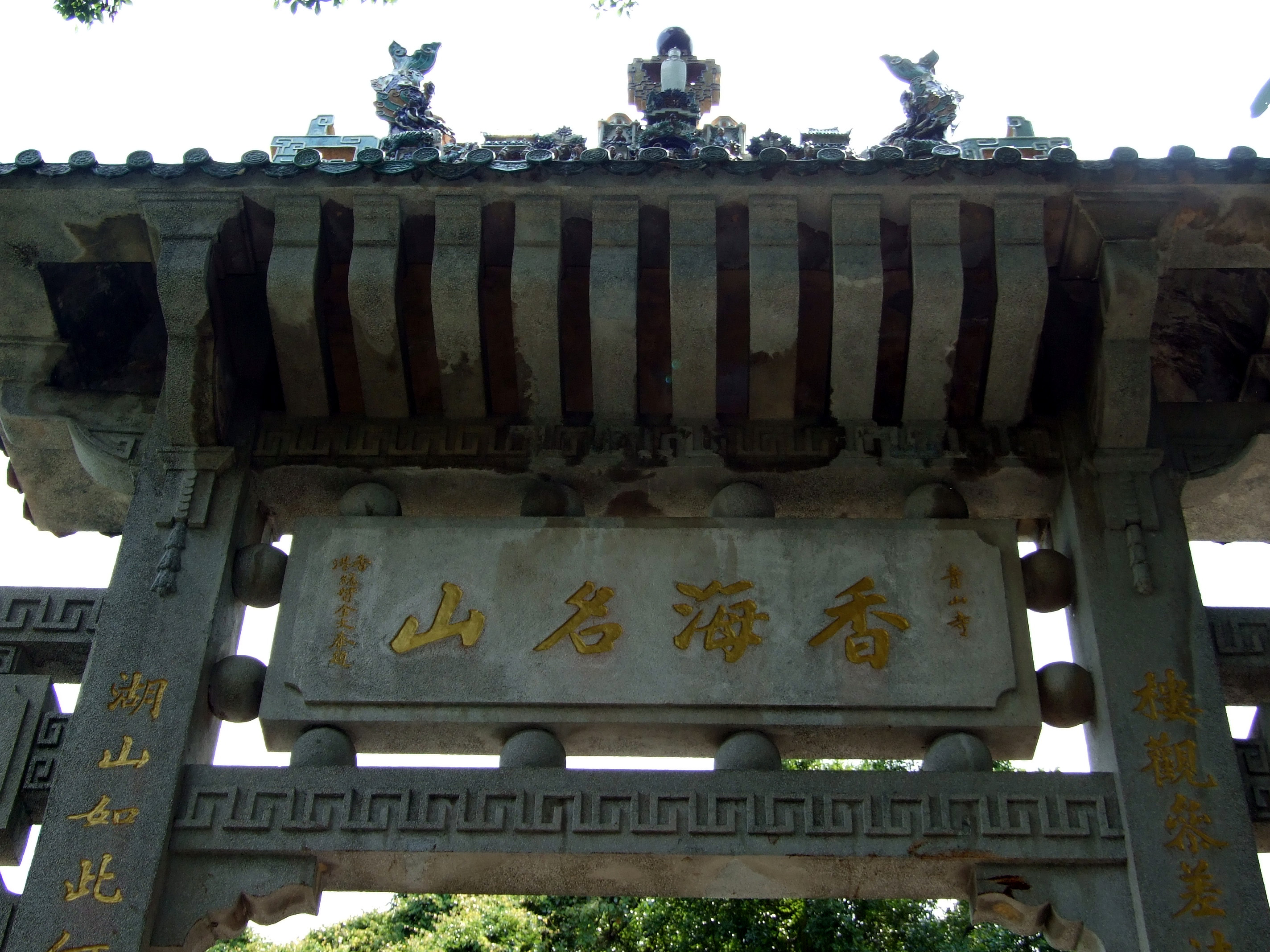
金文泰題正面橫匾「香海名山」
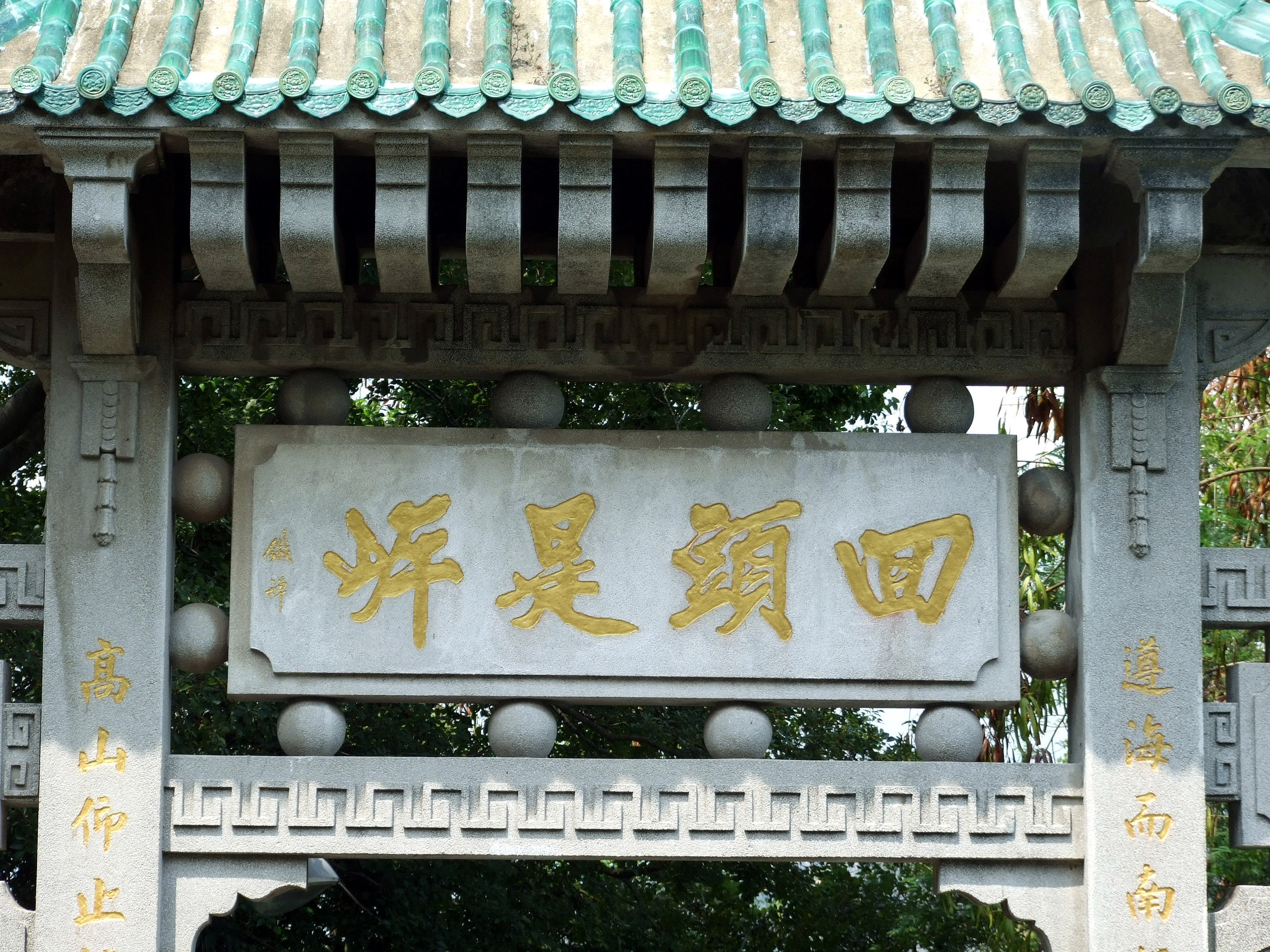
鐵禪法師背面橫匾題字的「回頭是岸」
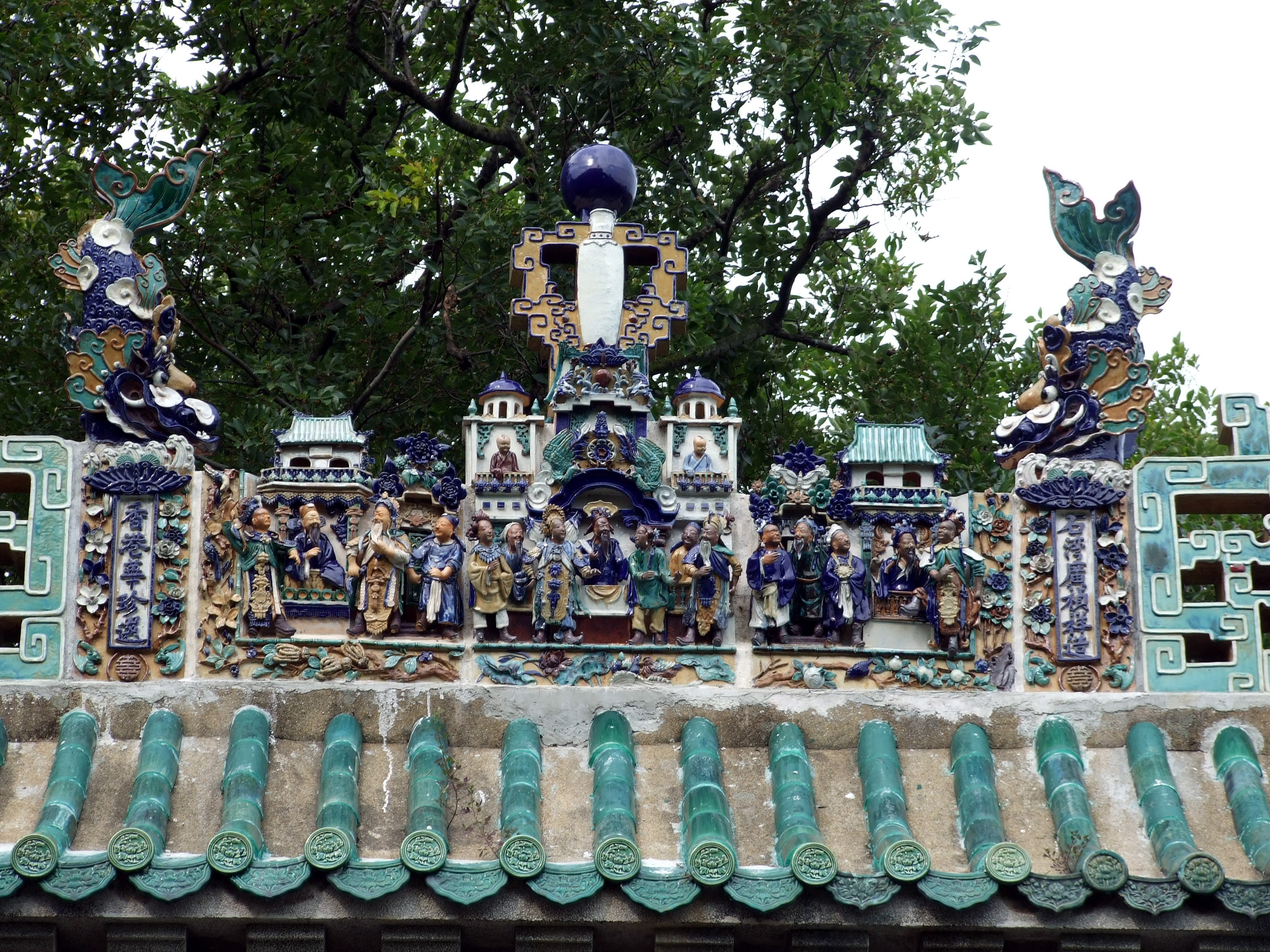
樓頂上的石灣陶塑脊飾

## 建築
香海名山牌樓是傳統四柱三間一樓龐殿頂沖天式設計，明間有樓，兩側次間無樓，樓頂上有「封神榜」故事的石灣陶塑脊飾，描述孩童時期的哪吒和雷震子，但因損毀太多，於復修時重新仿製燒造。牌樓是安排登山活動的香港著名建築師伍華的作品，正面橫匾由金文泰親題「香海名山」，兩側次間上分別題書「錫飛」和「杯渡」，正面左側的石柱刻上倡建人芳名，除了北約理民官傅瑞憲外，還有19名香港華人縉紳名流，包括周壽臣、羅旭龢、曹善允、梁士詒、李右泉、馮平山、黃廣田、盧仲舉、周埈年、李亦梅、黃屏蓀、李佐臣、鄧志昂、鄧肇堅、伍華、麥遂初、劉景初、何華生和鄧照。
正面兩旁對聯由梁士詒題：「樓觀參差清夜聞鐘通下界；湖山如此何時返錫到中原」。背面橫匾是六榕寺高僧鐵禪法師題字的「回頭是岸」，兩側次間分別題書「法海」和「禪天」，柱上另有兩幅對聯，一是前清翰林陳伯陶所題的「導海而南，杯渡情依中國土；高山仰止，韓公名重異邦人」，另一幅是伍銓萃所書的「岸泊屯門幸我輩附韓子題名卜異日山河並壽；亭觀海月歎此地無坡公遊跡問何年笠履重來」。

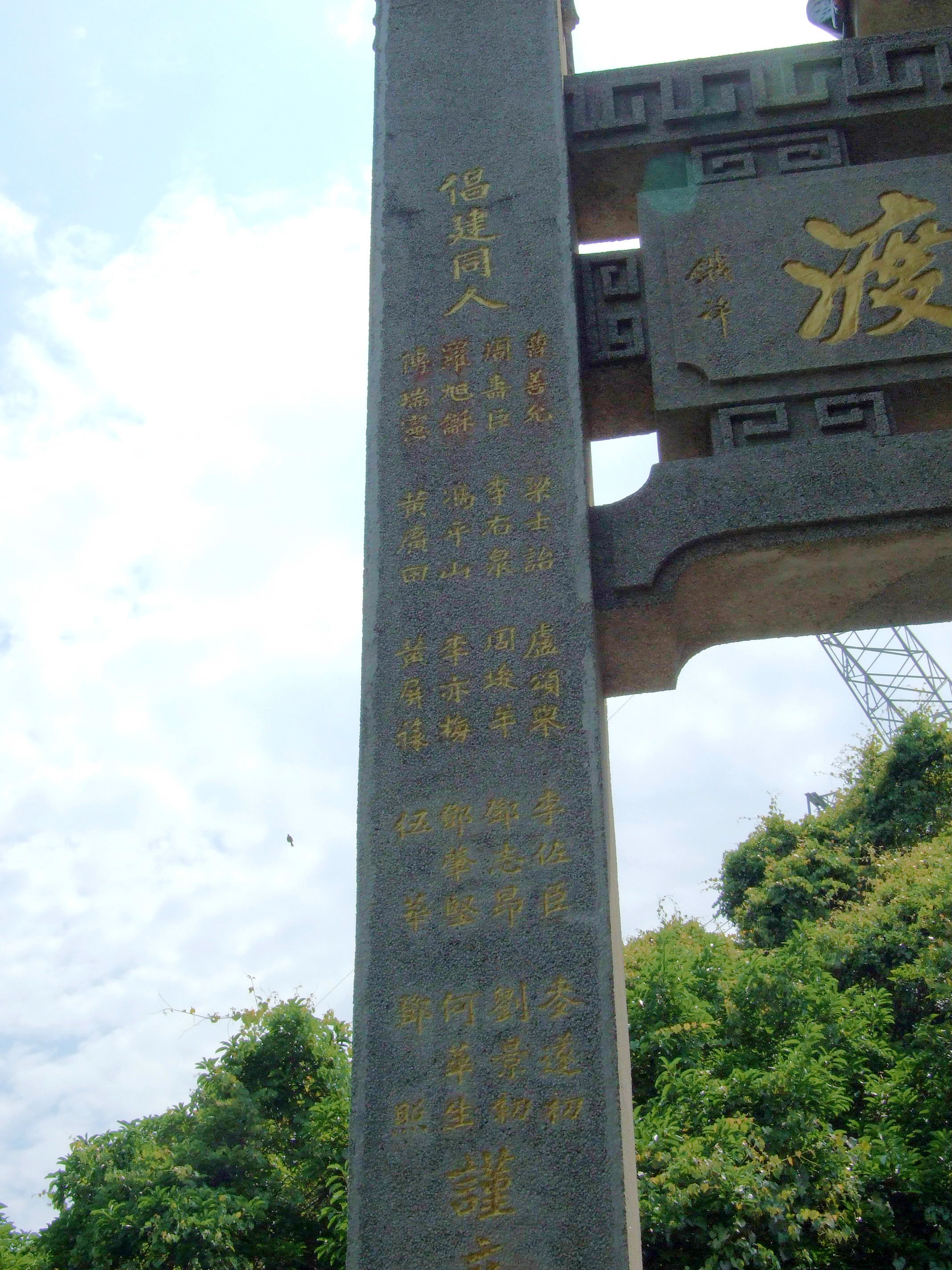
倡建人芳名
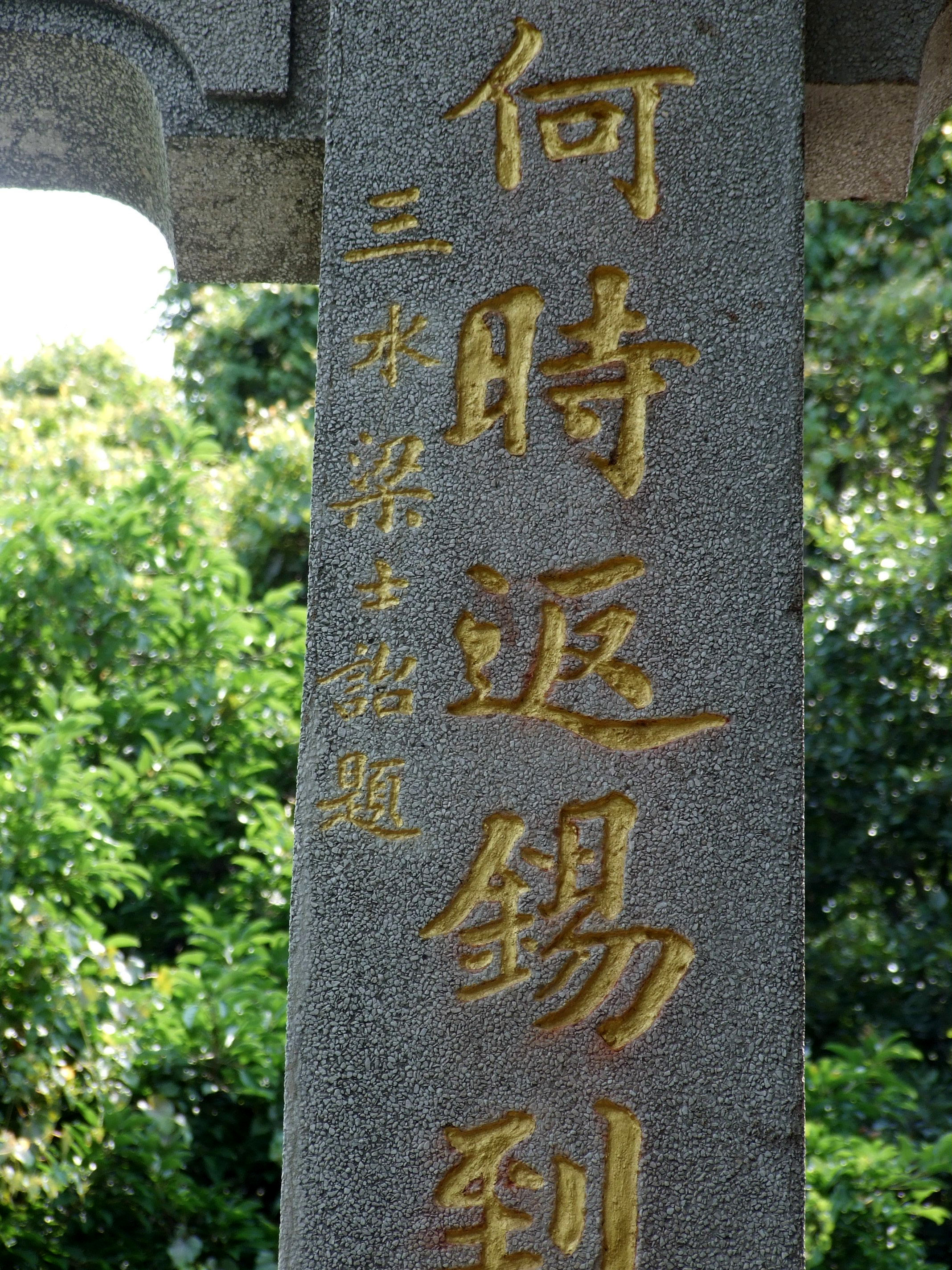
正面對聯作者三水梁士詒
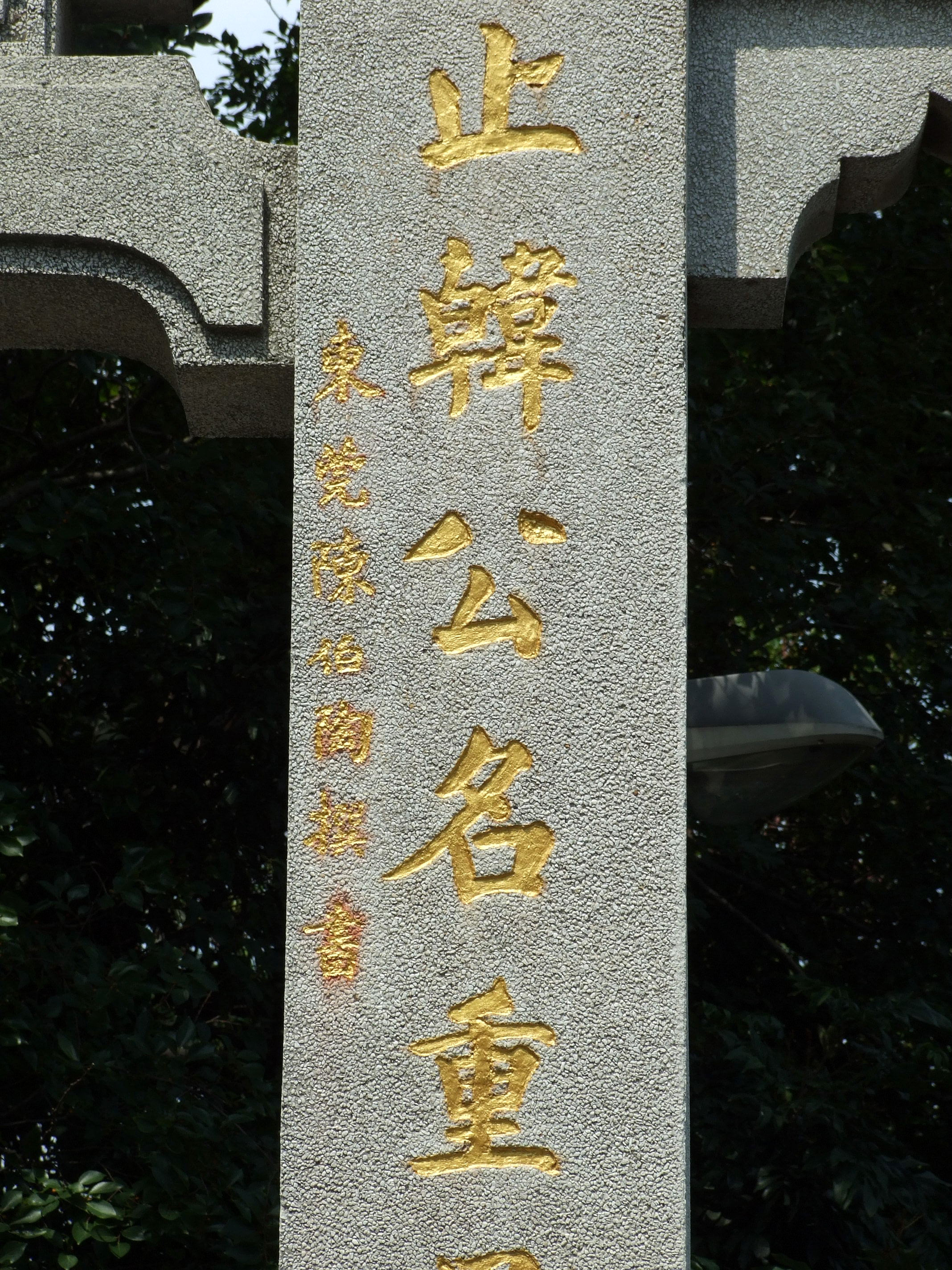
背面對聯作者東莞陳伯陶
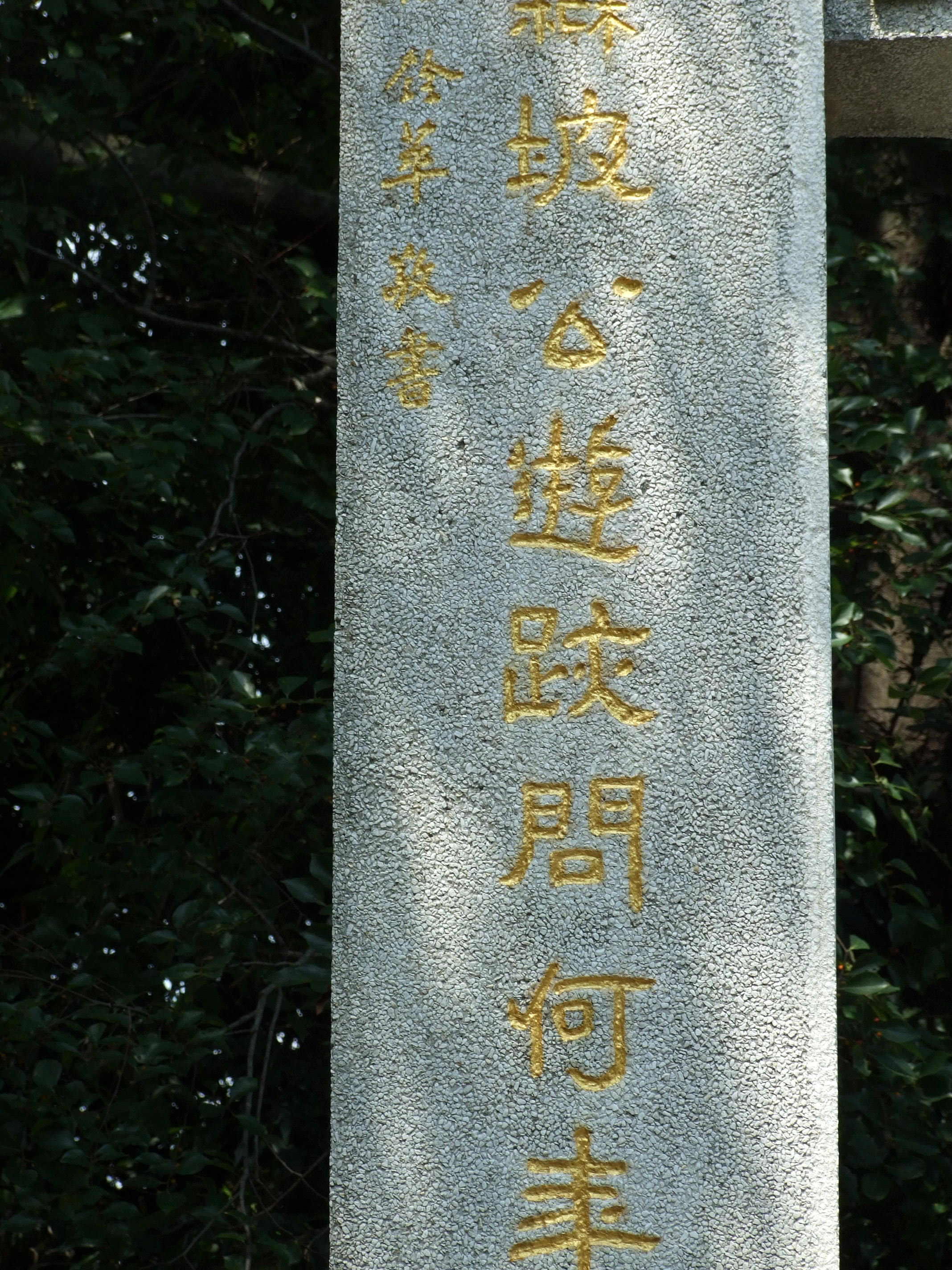
背面另一對聯作者伍銓萃

## 外部連結
- 青山寺外「香海名山」 一個個被埋沒的香港故事 （页面存档备份，存于），文匯報
- 香海名山[永久]，大公報
- 伍華─港建造業的先進（1）[]，Am730
- 青山寺的牌坊